# Фоса-Солфара Маре (Козенца)
Фоса-Солфара Маре је насеље у Италији у округу Козенца, региону Калабрија.
Према процени из 2011. у насељу је живело 201 становника. Насеље се налази на надморској висини од 2 м.